# Stargate, la porte des étoiles
Vous lisez un « bon article » labellisé en 2011.
Pour les articles homonymes, voir Stargate (homonymie).
Pour plus de détails, voir Fiche technique et Distribution.

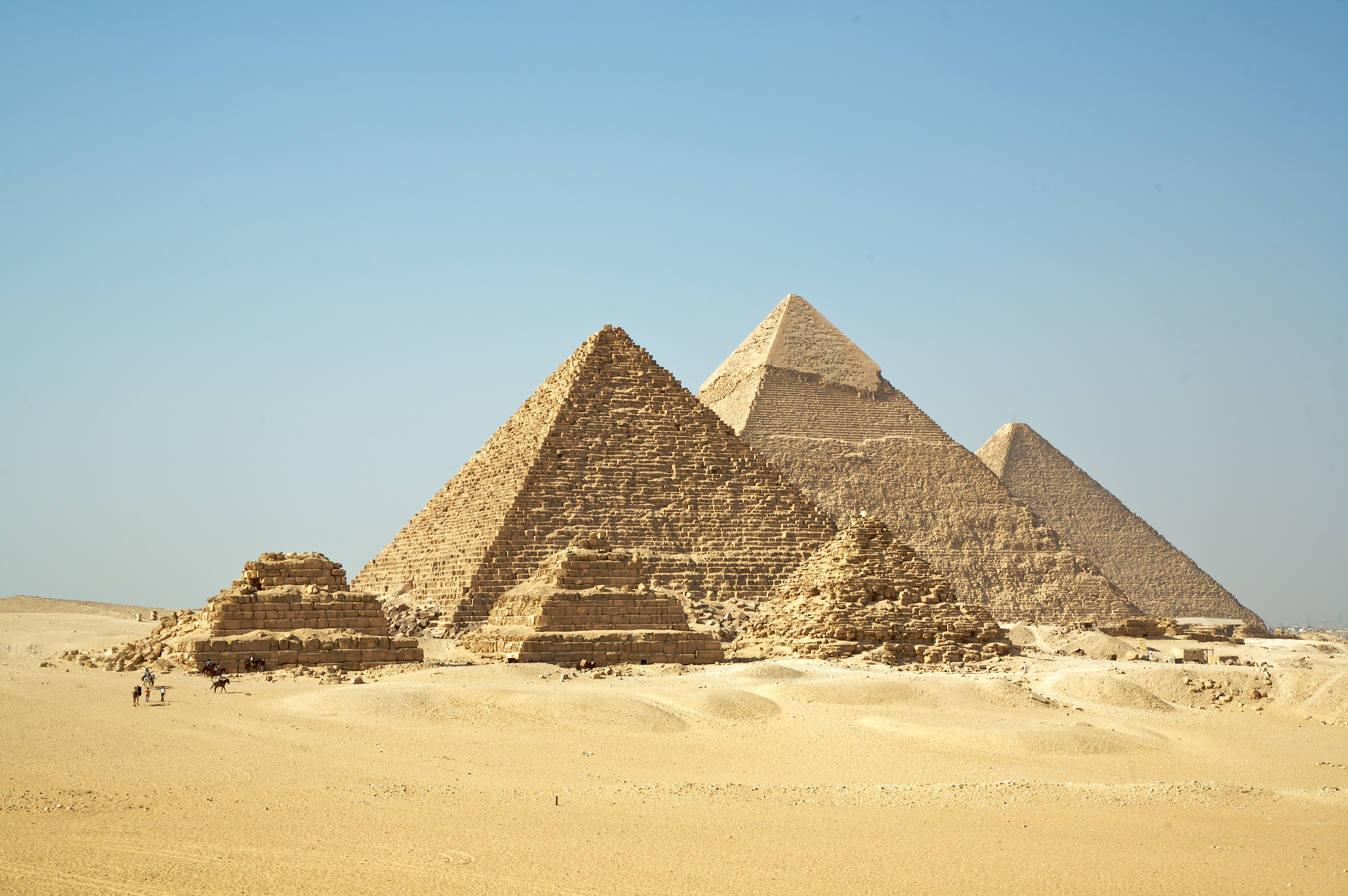
Les pyramides de Gizeh, site où la porte des étoiles a été découverte au début du film.

Stargate, la porte des étoiles ou La porte des étoiles au Québec (Stargate) est un film de science-fiction militaire américano-français réalisé par Roland Emmerich, sorti en 1994.
Durant le film, des archéologues découvrent des vestiges égyptiens révélant une machine ouvrant un passage vers une autre planète. Daniel Jackson (James Spader) parvient à trouver les coordonnées nécessaires. Le colonel O'Neil (Kurt Russell) est à la tête de l'équipe composée de scientifiques et de soldats américains, ils franchissent ensemble cette porte des étoiles pour découvrir un monde désertique dont la population est sous la coupe d'un tyran. Parmi ces habitants la jeune Sha'uri (Mili Avital) qui s'éprend très vite de Daniel.
Le film reçoit à sa sortie un accueil mitigé de la part des critiques. Le public est cependant au rendez-vous et le film est un succès commercial. Il acquiert au fil du temps le statut de film culte de science-fiction. Stargate, la porte des étoiles est le point de départ d'une franchise à succès. Roland Emmerich et Dean Devlin vendent les droits à la MGM alors qu'ils travaillent sur Independence Day. La série télévisée Stargate SG-1 reprend l'histoire un an après l'action du film, les rôles principaux sont repris par Richard Dean Anderson (O'Neill) et Michael Shanks (Jackson).

## Synopsis
Le docteur Daniel Jackson est rejeté par la communauté des autres égyptologues en raison de ses théories controversées sur la fonction des pyramides d'Égypte qui seraient des lieux d'atterrissage de vaisseaux spatiaux. Cependant, à la sortie d'une conférence, il est recruté par Catherine Langford pour travailler sur un projet secret de l’armée américaine.

Symbole de Râ

Arrivé dans la base de Creek Mountain, il découvre une dalle mise au jour en 1928 à Gizeh (Égypte) puis en traduit les écritures du cercle intérieur. Après des recherches infructueuses, il trouve finalement que six des autres symboles sont des constellations servant de coordonnées pour un emplacement dans l'espace et le septième serait un point d'origine. L’armée lui révèle alors l’existence de la porte des étoiles trouvée sous la dalle qu'il étudiait. Daniel trouve alors le septième symbole sur la porte et la composition de l'adresse est alors lancée. Le vortex formé, un robot est envoyé à travers, les données renvoyées montrent que l'atmosphère est respirable et que les symboles de la porte d'arrivée sont différents. Le général West, convaincu par Daniel qui dit être capable de trouver les coordonnées de retour, accepte le principe d'une mission d'exploration. Le colonel Jack O'Neil, Daniel Jackson et une équipe de militaires sont envoyés sur la planète grâce à la porte des étoiles.
Ils découvrent sur place une ville appelée Nagada dont les habitants sont esclaves de Râ et travaillent dans ses mines. L’équipe d’exploration est très bien accueillie par la population qui les considère comme des représentants de leur dieu en raison du collier avec le symbole de Râ que porte Jackson. Cependant la position de l'équipe va se compliquer, quand Râ fait atterrir son vaisseau sur la planète et décide d’éliminer les terriens qui encouragent le peuple à se soulever. La situation s’envenime encore un peu plus lorsque Râ récupère la bombe atomique apportée par l’équipe et en augmente la puissance pour la renvoyer sur Terre. Après un long combat, O’Neil réussit à renvoyer la bombe, grâce aux anneaux de transport, sur le vaisseau de Râ qui est en train de prendre la fuite après une rébellion des esclaves. Le vaisseau est détruit en orbite de la planète.
Finalement, la porte des étoiles est rouverte pour permettre aux survivants de l'équipe de retourner sur Terre. Daniel décide néanmoins de rester sur Abydos avec Sha'uri, une habitante de la planète avec qui il s'est épris.

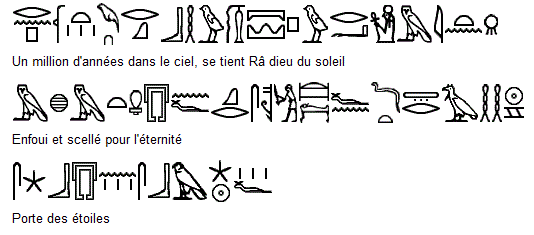
Traduction des hiéroglyphes de la dalle.
Schéma réalisé par le Dr Jackson pour expliquer le système de coordonnées
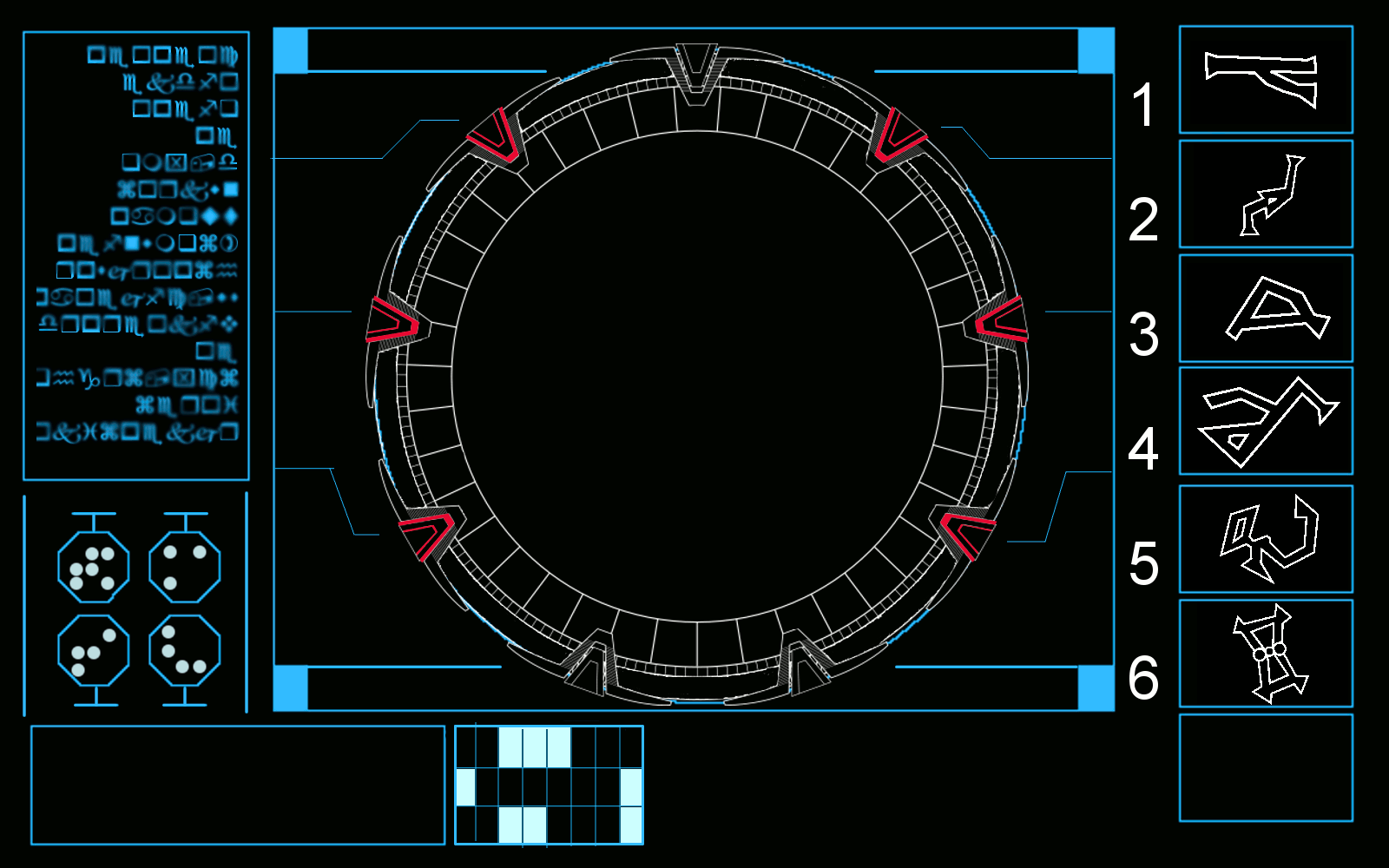
Adresse de la planète entrée dans l'ordinateur sans le dernier symbole.

## Fiche technique
Sauf indication contraire, les informations mentionnées dans cette section peuvent être confirmées par la base de données cinématographiques IMDb,  présente dans la section « Liens externes ».
- Titre original : Stargate
- Titre français : Stargate, la porte des étoiles
- Titre québécois : La porte des étoiles
- Réalisation : Roland Emmerich
- Scénario : Roland Emmerich et Dean Devlin
- Musique : David Arnold
- Direction artistique : Frank Bollinger, Peter Murton et Mark Zuelzke
- Décors : Holger Gross, Jim Erickson, Dorn Merrill Kennison, Chris Lisoni, Louis Medrano et Kelly Thompson
- Costumes : Joseph A. Porro
- Photographie : Karl Walter Lindenlaub, Peter Krause et Jonathan Taylor
- Son : Patrick Cyccone Jr., Greg P. Russell
- Montage : Derek Brechin et Michael J. Duthie
- Production : Dean Devlin, Oliver Eberle et Joel B. Michaels
- Production exécutive :  Ramsey Thomas
- Coproduction : Ute Emmerich
- Production associée : Peter Winther
- Production déléguée : Mario Kassar
- Sociétés de production[5] : Le Studio Canal+ et Centropolis Film Productions, avec la participation de Carolco Pictures
- Société de distribution[5] : MGM/UA (États-Unis), AMLF (France)
- Budget : 55 millions de dollars[6]
- Pays de production :  États-Unis,  France
- Langues originales : anglais, norvégien, suédois, égyptien ancien et arabe
- Format[7] : couleur (DeLuxe) - 35 mm - 2,35:1 (Cinémascope) (Panavision) / 2,39:1 (Cinémascope) (Panavision) - son DTS | Dolby SR | SDDS | Dolby Digital
- Genre : science-fiction, action, aventure
- Durée[7] : 116 minutes / 128 minutes (édition spéciale aux États-Unis) / 130 minutes (director's cut aux États-Unis)
- Dates de sortie[8] :
  - États-Unis : 28 octobre 1994
  - France : 1er février 1995
- Classification[9] :
  -  États-Unis : PG-13 - Parents Strongly Cautioned  (Certaines scènes peuvent heurter les enfants de moins de 13 ans - Accord parental recommandé, film déconseillé aux moins de 13 ans)
  -  France : Tous publics (visa d'exploitation no 87157 délivré le 10 janvier 1995)[10]

## Distribution

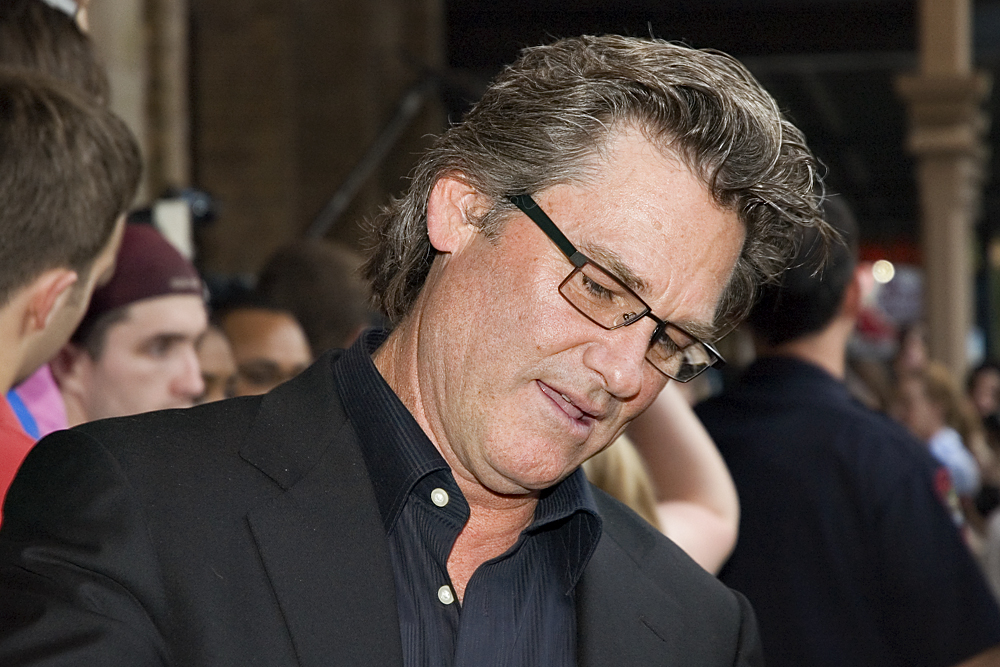
Kurt Russell (ici en 2007), acteur jouant le rôle du colonel O'Neil à la tête de l'équipe d'exploration.

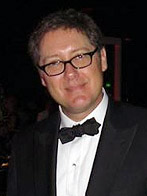
James Spader (ici en 2007), acteur jouant le rôle du Dr Jackson (l'égyptologue de l'équipe).

Liste sélective (hors figuration) des acteurs et de leurs personnages selon l'ordre donné dans le générique de fin, :
- Kurt Russell (VF : Bernard-Pierre Donnadieu[13] - VQ : Guy Nadon[14]) : Colonel Jonathan « Jack » O'Neil
- James Spader (VF : Éric Herson-Macarel[13] - VQ : Gilbert Lachance[14]) : Dr Daniel Jackson
- Jaye Davidson : Râ
  - Dax Biagas : Râ, jeune
- Viveca Lindfors (VQ : Françoise Faucher[14]) : Catherine Langford
  - Kelly Vint : Catherine Langford, enfant
- Alexis Cruz : Skaara
- Mili Avital : Sha'uri
- Leon Rippy : Général W.O. West
- John Diehl (VQ : Jean-Marie Moncelet[14]) : Lieutenant-colonel Charles Kawalsky
- Carlos Lauchu : jaffa Anubis
- Djimon Hounsou : jaffa Horus
- Erick Avari : Kasuf
- French Stewart (VF : Éric Aubrahn - VQ : Benoît Rousseau[14]) : Lieutenant Ferretti
- Gianin Loffler : Nabeh
- Christopher John Fields : Lieutenant Freeman
- Derek Webster (VQ : James Hyndman[14]) : Lieutenant Brown
- Jack Moore : Lieutenant Reilly
- Steve Giannelli : Lieutenant Porro
- Cecil Hoffman (en) : Sarah O'Neil
- Rae Allen (VF : Annie Bertin) : Dr Barbara Shore
- Richard Kind (VQ : Germain Houde[14]): Dr Gary Meyers
- John Storey : Mitch
- Lee Taylor-Allan : Jenny
- Erik Holland (VF : Gérard Rinaldi) : Professeur Langford
- Frank Welker : Mastadge (voix)

## Production

### Développement

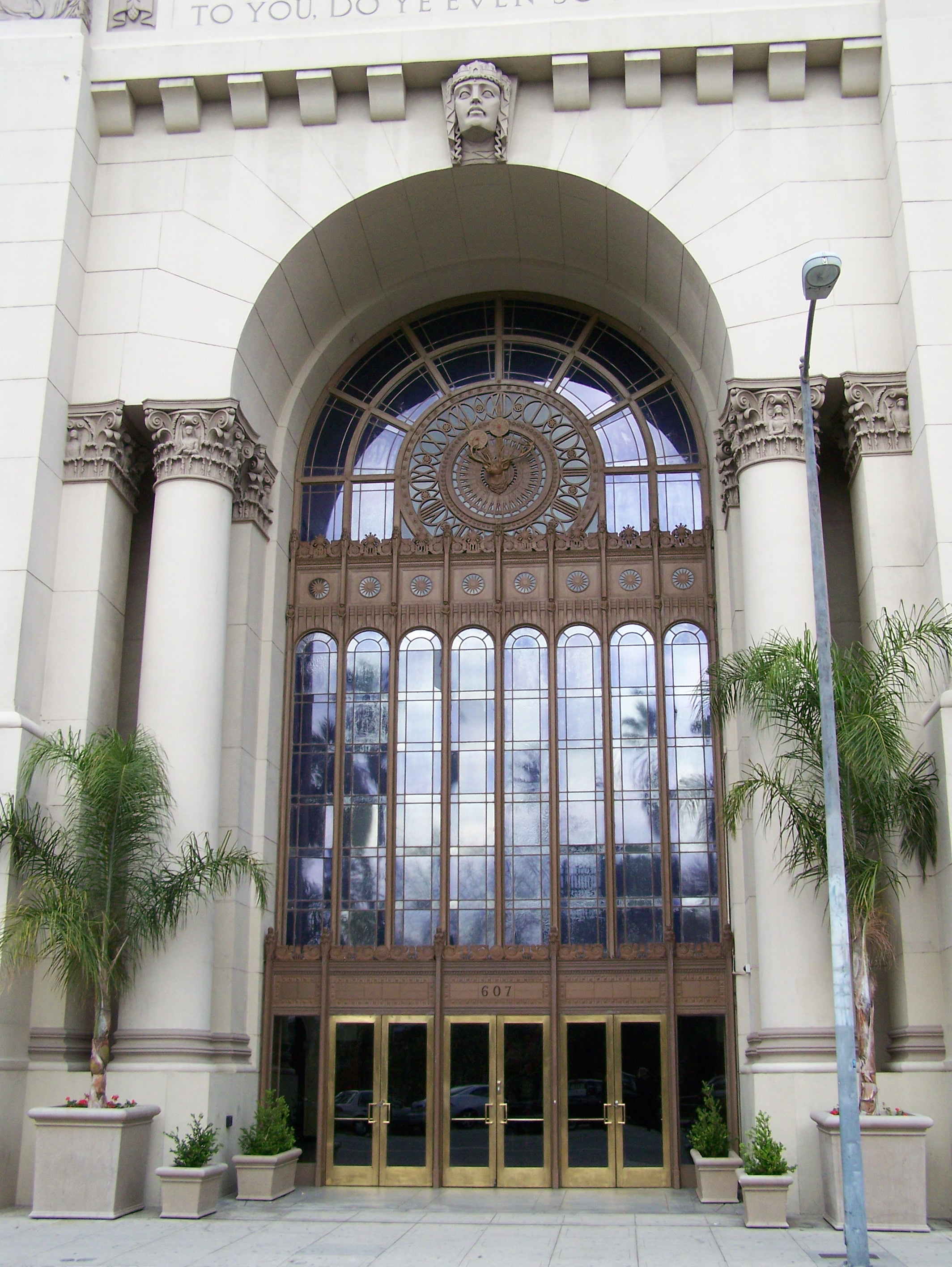
Entrée du Park Plaza Hotel, devant laquelle le Dr Jackson accepte de travailler pour le programme de l'armée américaine.

Stargate, la porte des étoiles est né de deux films que Roland Emmerich et Dean Devlin ont imaginés séparément : Necropolis: City of the Dead, écrit par Roland Emmerich durant ses études de cinéma à Munich en 1978, dont l'intrigue était centrée sur un vaisseau spatial enterré sous la grande pyramide de Gizeh et le film imaginé par Dean Devlin qui devait être « Lawrence d'Arabie sur une autre planète ». Pour relier les deux, le chef décorateur Oliver Scholl leur suggère l'idée d'un appareil de téléportation, qui deviendra la porte des étoiles.
L'hypothèse sur laquelle se fonde le scénario s'inspire de la théorie ufologique des anciens astronautes, selon laquelle des extraterrestres auraient influencé le développement des civilisations anciennes dont les Égyptiens. Ce concept existe déjà dans La Guerre éternelle (1974) de Joe Haldeman et dans la série télévisée Buck Rogers (1979-1981). L'égyptologue Stuart Tyson Smith a été engagé comme consultant pour les dialogues en égyptien ancien et pour les hiéroglyphes. Pour cela, il a rencontré les scénaristes à plusieurs reprises durant la phase d'écriture du film, mais a aussi dû se prêter à l'exercice de la traduction en temps réel à cause des changements de dialogues pendant le tournage.
Avant le début du tournage, Peter Mitchell Rubin a créé un programme informatique pour imager entièrement le film avec un storyboard numérique, il a ainsi obtenu des images très réalistes. Selon Devlin, le travail fourni est « étonnant », il permet d'avoir un aperçu sur la lumière et l'emplacement des caméras dans des décors qui n'avaient pas encore été construits.

### Choix des interprètes
L'ambiance générale du film doit beaucoup au style des acteurs et des personnages qu'ils y incarnent. Le personnage de Râ devait à l'origine être joué par un vieil homme, mais lorsque Jaye Davidson a été proposé par le producteur Mario Kassar, Roland Emmerich l'a tout de suite sélectionné. Il est d'ailleurs très remarqué, ce genre d'acteur est assez rare dans un film de science-fiction : Davidson cultivait à l'époque une apparence efféminée déjà vue dans le film The Crying Game et refusait même d'enlever ses piercings pour le tournage. La motivation de cet acteur est essentiellement basée sur l'argent, il a en effet exigé un cachet d'un million de dollars afin de pouvoir assurer ses achats excessifs de vêtements.
James Spader acteur considéré par le réalisateur comme plutôt sérieux et cultivé, joue le rôle de l’égyptologue qui va enfin pouvoir voir dans la réalité ce qu'il étudie, il profite donc de chaque instant. Kurt Russell, l'interprète du colonel O'Neil, est quant à lui plus habitué des rôles de films d’aventure (The Thing et New York 1997), mais il est suicidaire ce qui le rend dangereux et imprévisible. C'est ce duo militaire/scientifique aux objectifs différents, qui va devoir affronter le sinistre faux dieu Râ dans un monde encore à l'époque de l’Égypte ancienne.
Le choix de l'actrice pour le personnage de Sha'uri n'a pas été facile : c'est en regardant un film israélien quelques jours avant le tournage que Roland Emmerich s'est décidé et a choisi Mili Avital. Cette actrice israélienne née d'une mère égyptienne et d'un père marocain parle couramment l'hébreu et l'arabe, ce qui s'avère utile pour les dialogues dans des langues anciennes.

### Tournage

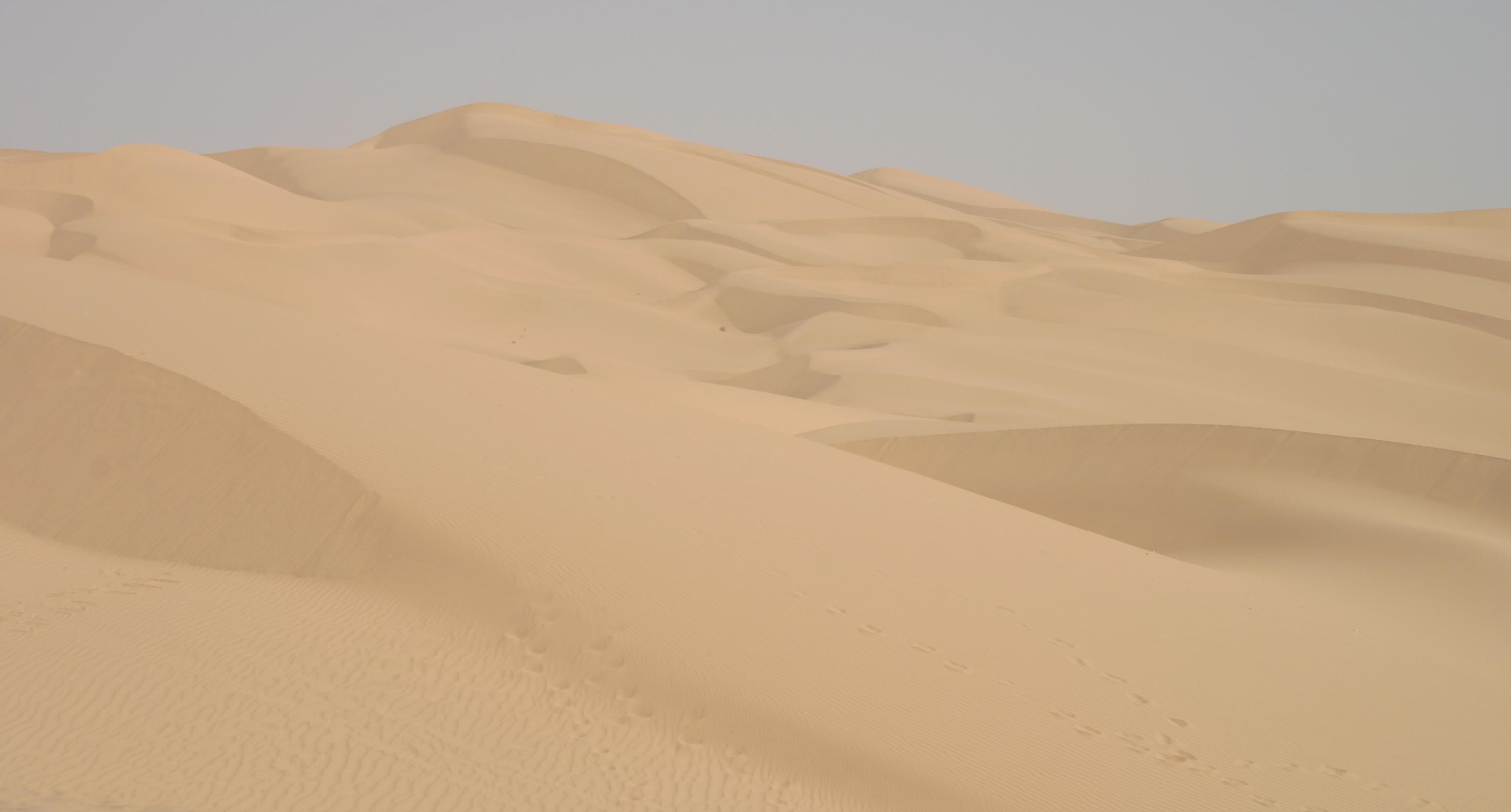
Les dunes Algodones, dans lesquelles a été tourné le film.

Le générique d'ouverture a été filmé en motion control pour donner une meilleure profondeur de champ. Il fait référence au film Batman (1989) : la caméra glisse sur le masque de Râ en finissant par un plan large de la même manière que sur le logo de Batman, le tout accompagné d'une musique également jouée par un orchestre.
La conférence que donne Daniel Jackson au début du film a été tournée au Park Plaza Hotel à Los Angeles. Cette scène était à l'origine plus longue et développait davantage la manière dont les extra-terrestres ont construit les pyramides ; elle a cependant été coupée à cause des contraintes de temps avant la sortie du film. L'entrée d'un tunnel de l'Angeles Forest Highway a été utilisée pour filmer celle du Stargate Command ; plus tard dans la série Stargate SG-1, c'est la véritable entrée de la base de Cheyenne Mountain dans le Colorado qui a été utilisée. Les scènes intérieures (base militaire, pyramide et vaisseau spatial) ont principalement été réalisées dans des décors montés dans des studios à Long Beach. Le plus grand décor intérieur est celui du vaisseau de Râ, un véritable palais d'environ 90 m de long sur 20 m de large et 12 m de haut. Les quelque 760 m2 de murs ont été gravés de motifs de hiéroglyphes à l'aide d'une machine, puis ont été peints couleur or en utilisant un processus chimique pour obtenir un effet antique. Des feuilles d'or ont aussi été appliquées sur le sol, cinq couches de vernis ont été nécessaires pour le protéger, et l'équipe de tournage devait porter des chaussons pour ne pas l'abimer.
Durant deux mois, la majeure partie des scènes extérieures a été tournée dans le désert à la frontière entre la Californie et l'Arizona, près de la ville de Yuma. Cela a rendu les conditions de tournage plus difficiles : le sable a posé de nombreux problèmes pour les déplacements et l'entretien du matériel ; l'équipe de tournage a donc emprunté un matériau appelé « geoweb » utilisé durant la guerre du Golfe, qui permet de faire passer sans difficulté des véhicules sur le sable. Ensuite la température, qui peut atteindre les 52 °C, a nécessité un important approvisionnement en eau. Environ 16 000 figurants ont été employés pour les scènes de foule sur la dune, cette dernière n'était d'ailleurs plus vierge avant la fin du tournage en raison des nombreuses traces de pas. Malgré plusieurs techniques sophistiquées (hélicoptère et ventilateur géant), la seule solution fut de balayer la dune pour lui faire retrouver son aspect d'origine.

### Effets spéciaux, décors et costumes

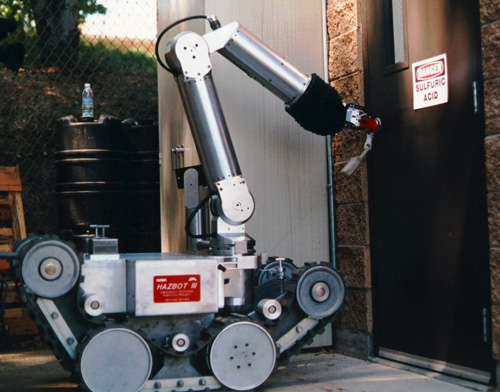
Le robot Hazbot : dans les séries télévisées Stargate, ce genre d'engin est appelé MALP.

Les effets spéciaux sont assurés par Len Wiseman (qui a travaillé par la suite sur les deux premiers volets de la saga Underworld, Die Hard 4) et le dessin des costumes et des décors par Patrick Tatopoulos (Godzilla et Underworld 3 : Le Soulèvement des Lycans) alors qu'ils débutent tous deux leur carrière à Hollywood. Leur œuvre et celle de leurs équipes sont considérées comme abouties pour l'époque notamment pour la séquence d'ouverture du vortex de la porte des étoiles. Même si aujourd'hui au regard de l’amélioration des techniques dans les séries elles peuvent sembler dépassées, certains truquages pouvant même être constatés : les câbles servant à faire voler les chasseurs de la mort sont apparents ou encore le plan avec les trois lunes de la planète qui correspondent à celle de la Terre sous différents angles.
Patrick Tatopoulos est le responsable de la réalisation des costumes extra-terrestres qui se révèle complexe : le travail pour le mastadge (créature utilisée comme animal de bât sur la planète) a nécessité la réalisation d'un costume mécanique. Celui-ci est porté par un Clydesdale, une race de chevaux de trait du même gabarit que le mastadge. Tatopoulos a aussi réalisé les costumes des dieux égyptiens Anubis (masque de chacal), Horus et Râ dont le masque a été sculpté. Il a collaboré avec Joseph A. Porro (responsable des costumes des figurants) et son équipe, dont la tâche était immense en raison de la variété des époques et des lieux. Pour la courte séquence se déroulant 8 000 ans av. J.-C., Joseph Porro ne disposait pas de données disponibles sur le type de vêtements portés à l'époque en Afrique du Nord, il les a donc complètement inventés. Pour la scène de découverte de la porte des étoiles en 1928, près de 1 500 costumes ont été portés par les figurants et pour les habitants de la planète Abydos c'est entre 4 000 et 5 000 costumes qui ont été confectionnés en s'inspirant des vêtements portés par les Bédouins. Enfin les serviteurs de Râ ont été richement habillés : soie, velours et bijoux entièrement fabriqués à la main.
De nombreuses miniatures ont été utilisées afin de réduire les coûts de certaines scènes, c'est notamment le cas des détails des obélisques pour les gros plans, des planeurs de la mort et de certaines scènes de foules. Le Jet Propulsion Laboratory de la NASA a fourni le robot qui est envoyé en éclaireur à travers la porte des étoiles, dans la réalité il sert à accéder à des zones dangereuses pour l'Homme par exemple lors de catastrophes chimiques.

### Bande originale
La bande originale du film a été composée par David Arnold et jouée par le Sinfonia of London sous la direction de Nicholas Dodd. C'est grâce à ce film que ce compositeur se fait connaître comme compositeur pour le cinéma ; par la suite, celui-ci se lance dans la musique de bien d'autres films tels que Independance Day ou plusieurs James Bond. Le thème principal composé d'instruments à vent, à cordes et de cuivres évoque par ses consonances orientales la mythologie égyptienne,. Cette sonorité est renforcée par la chanteuse Natacha Atlas d'origine égyptienne, qui participe à deux titres de la bande originale, dont celle de la découverte de la porte des étoiles à Gizeh. La bande originale est sortie en CD le 8 novembre 1994.
La version Stargate: Deluxe Edition possède sept pistes supplémentaires :

## Accueil

### Accueil critique
Dès le départ, le film cumule les critiques mitigées, voire défavorables, aussi bien aux États-Unis qu'en France : le scénario est parfois jugé trop faible, notamment, en raison des dialogues impossibles entre l'équipe d'exploration et le peuple d'Abydos qui ne parle pas la même langue. Olivier Séguret, du quotidien Libération, reproche au film d'user massivement d'effets spéciaux et de « décors grandiloquents » pour attirer un public jeune raffolant de grand spectacle, tel celui des jeux vidéo. Une présence importante de clichés est relevée, en particulier l'histoire d'amour entre Daniel et Sha'uri et le militarisme primaire, avec l'armée américaine qui débarque pour sauver un peuple opprimé et illettré. D'après Séguret, le résultat ainsi obtenu en fait un film purement hollywoodien. Hal Hinson, journaliste du Washington Post, met tout de même en avant de bons éléments de science-fiction : le mastadge (créature à mi-chemin entre l'éléphant et le yak), et les yeux du dieu Râ (qui s'illuminent quand il s'énerve) sont respectivement caractérisés d'« inventif » et « d'un autre monde ». Le film est parfois comparé à d'autres œuvres, comme Les Aventuriers de l'arche perdue et Star Wars,.
Sur le Web, les notes sont plus diverses : le site Rotten Tomatoes recense 48 % de critiques positives sur la base de 40 critiques rédigées depuis la sortie du film, et le site MRQE lui donne une note de 64⁄100 en rassemblant 93 articles. Le site francophone SciFi-Universe lui attribue une note 8⁄10, en notant « un bon film de science-fiction » avec malgré tout de nombreux clichés.

### Box-office
Le film a rapporté 71 567 262 dollars aux États-Unis et environ 125 millions de dollars dans le reste du monde. Stargate, la porte des étoiles arrive 17e au rang du box-office américain pour l'année 1994 dans un classement dominé par Forrest Gump et Le Roi lion. En France, il fait 2 698 444 entrées en étant même le film le plus vu la semaine de sa sortie (634 006 entrées soit 21 % de part de marché), il finit 9e au box office français de 1995.

### Accusation de plagiat
Omar Zuhdi, un étudiant en égyptologie a tenté de poursuivre les scénaristes pour plagiat, il affirmait leur avoir soumis le scénario une dizaine d'années avant la sortie du film sans succès, un de ses professeurs de l'université Johns-Hopkins lui avait même apporté son soutien. L'affaire a finalement été réglée en dehors des tribunaux. L'éditeur des bandes dessinées de La Trilogie Nikopol réalisées par Enki Bilal a également renoncé à intenter un procès à Roland Emmerich, les similarités (vaisseau spatial en forme de pyramide) étant sans doute des coïncidences.

## Distinctions
Entre 1994 et 2012, Stargate, la porte des étoiles a été sélectionné 13 fois dans diverses catégories et a remporté 6 récompenses,.
| Année | Festivals de cinéma                                                | Catégorie / Récompense                                                     | Nommé(es) / Lauréat(es)               | Nommé(es) / Lauréat(es) |
| ----- | ------------------------------------------------------------------ | -------------------------------------------------------------------------- | ------------------------------------- | ----------------------- |
| 1994  | Awards Circuit Community Awards                                    | Meilleurs effets visuels                                                   | -                                     | Nomination              |
| 1995  | Academy of Science Fiction, Fantasy & Horror Films / Saturn Awards | Saturn Award du meilleur film de science-fiction                           | -                                     | Lauréat                 |
| 1995  | Academy of Science Fiction, Fantasy & Horror Films / Saturn Awards | Meilleurs costumes                                                         | Joseph A. Porro                       | Nomination              |
| 1995  | Academy of Science Fiction, Fantasy & Horror Films / Saturn Awards | Meilleur effets spéciaux                                                   | Jeffrey A. Okun et Patrick Tatopoulos | Nomination              |
| 1995  | BMI Film and TV Awards                                             | BMI Film Music Award                                                       | David Arnold                          | Lauréat                 |
| 1995  | Fantasporto                                                        | Meilleur film                                                              | Roland Emmerich                       | Nomination              |
| 1995  | Golden Screen                                                      | Golden Screen à la Société de distribution                                 | Scotia International Filmverleih GmbH | Lauréat                 |
| 1995  | Hugo Awards                                                        | Meilleure présentation dramatique                                          | Roland Emmerich et Dean Devlin        | Nomination              |
| 1995  | Motion Picture Sound Editors                                       | Meilleur montage sonore - Effets sonores et bruitages dans un film         | Mark R. La Pointe                     | Nomination              |
| 1995  | Sci-Fi Universe Magazine                                           | Universe Reader's Choice Award du meilleur film de science-fiction         | -                                     | Lauréat                 |
| 1995  | Sci-Fi Universe Magazine                                           | Universe Reader's Choice Award de la meilleure actrice dans un second rôle | Mili Avital                           | Lauréat                 |
| 1995  | Sci-Fi Universe Magazine                                           | Universe Reader's Choice Award des Meilleurs effets spéciaux dans un film  | Jeffrey A. Okun                       | Lauréat                 |
| 2012  | Festival du Film Jules Verne                                       | Meilleur film d'aventure ou de science-fiction                             | -                                     | Nomination              |

## Autour du film

### Éditions en vidéo
Les critiques des coffrets DVD et Blu-ray sont variées selon les éditions. Le premier Blu-ray sorti en 2006 est considéré comme décevant (qualité de l'image, absence totale de bonus). À l'opposé, la nouvelle édition, sortie en l'honneur des 15 ans de la franchise Stargate, est considérée comme une réussite : le film a été entièrement restauré de manière à obtenir un nouveau master haute définition qui permet de rajeunir le film, le son malgré quelques imperfections a été bien retravaillé avec une piste DTS-HD Master Audio 7.1 (24bit) en version originale. Les bonus contiennent des images de l'époque du tournage mais aussi plus récentes (nouveaux reportages et nouvelles interviews).
Selon les versions des coffrets DVD et Blu-ray, il y a une multitude d'autres bonus,, : la version Director's cut avec huit scènes supplémentaires, la version cinéma remastérisée en haute définition, le making-of, un reportage sur les théories extra-terrestres exposées dans le film, un bêtisier, des interviews, les commentaires audio de Roland Emmerich et Dean Delvin, la bande-annonce, les storyboards, une galerie de photos, les affiches, et un quiz sur le film.
- Sorties DVD :
  - Zone 1 : 17 juin 1997[62]
  - Zone 2 : 3 septembre 1998[63]
  - Zone 4 : 13 septembre 2004[62]
- Sorties Blu-ray :
  - Région A : 29 août 2006
  - Région B : 23 octobre 2008

### Produits dérivés
Le film est adapté en jeu vidéo sur plusieurs plates-formes en 1995, le joueur y incarne le colonel O'Neil durant la mission sur Abydos. Très orienté vers les nouveaux moyens de communication, il fut l'un des premiers films à être doté d'un site Web ainsi que d'un CD-ROM sur le making-of, intitulé Secrets of Stargate.
L'histoire est également reprise sous forme de romans et de bandes dessinées.

### Séries télévisées

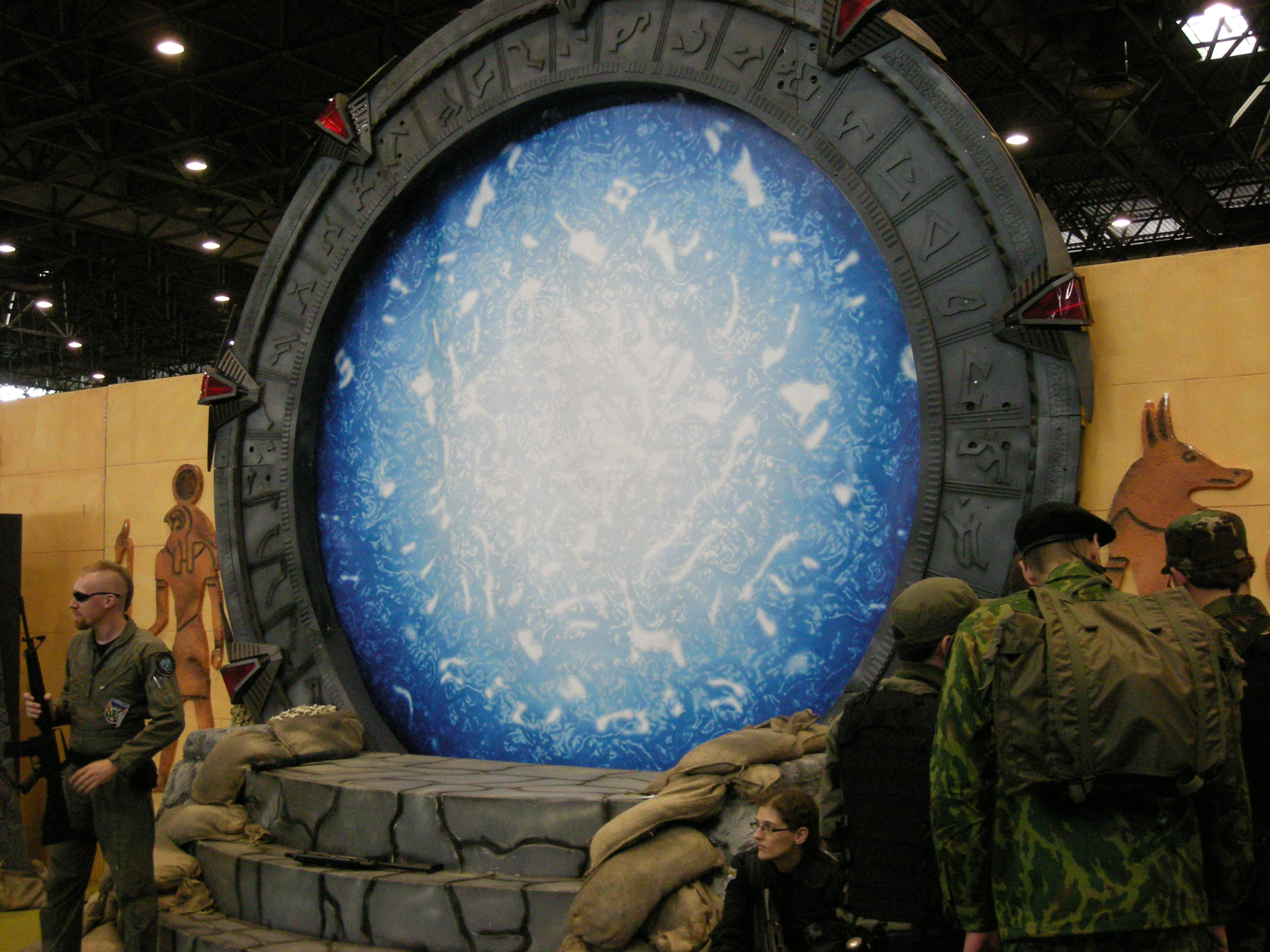
Reconstitution d'une porte des étoiles durant une exposition.

Une première série télévisée, Stargate SG-1 est produite par la MGM à partir de 1997, comme suite du film. Ce succès aboutit au lancement de nombreuses autres séries dérivées : Stargate Infinity lancée en 2002 (dessin animé), Stargate Atlantis lancée en 2004 et Stargate Universe lancée en 2009. Puis en 2018, une web-série, Stargate Origins. Elles s'inscrivent toutes dans un univers de science-fiction où les mythologies et les civilisations terriennes sont issues de visites d'autres civilisations technologiquement plus avancées. Les éléments principaux de cet univers sont un réseau de portes reliant des planètes entre elles dans plusieurs galaxies ainsi que l'existence de plusieurs civilisations, dont certaines non-humaines et à différents stades de développement.
Seuls deux acteurs du film réussirent à reprendre leur rôle dans la première série : Alexis Cruz (Skaara) et Erick Avari (Kasuf) mais les différences des séries ne s’arrêtent pas là : certains noms de personnages sont orthographiés différemment : le colonel O'Neil devient O'Neill (avec deux « l »), le prénom de son ex-femme passe de Sarah à Sara quant à celui de la femme de Daniel Jackson, il passe de Sha'uri à Sha're. Il y a aussi la base militaire qui contient la porte des étoiles qui passe de Creek Mountain (base fictive) à Cheyenne Mountain. Stargate SG-1 donne également le nom de l'espèce extra-terrestre de Râ : les goa'ulds.

### Suites envisagées
À l'origine prévus pour créer une trilogie, les deux films suivants ne sont jamais sortis en raison du rachat des droits par la MGM qui a décidé de continuer l'intrigue sous forme de séries télévisées. Les deux acteurs principaux, James Spader et Kurt Russell, étaient d'ailleurs à l'époque d'accord pour tourner la suite. Entre 1996 et 1999, Bill McCay rédige cinq livres en anglais qui présentent la suite possible de l'intrigue à partir des notes des deux scénaristes.
En 2006, le scénariste Dean Devlin pense qu'en raison du succès des séries, il existe un public qui aimerait voir les deux films restants de la trilogie. L'histoire du second film était prévue pour se dérouler douze ans après les faits du premier film, de manière totalement indépendante de celle des séries. Cependant, fin 2008, l'idée est mise de côté en raison du lancement d'une troisième série Stargate, prévu en 2009.
Le 29 mai 2014, la MGM et la Warner Bros ont annoncé officiellement un accord avec Roland Emmerich et Dean Devlin, pour recréer une trilogie basée sur le film de 1994,. Mais le 17 novembre 2016, dans une interview pour Empire Online, Devlin annonce l'annulation de ce projet,.